# Ukrajinská kuchyně
Ukrajinská kuchyně je velmi rozmanitá a má prvky různých evropských kuchyní, zvláště ruské, polské, německé, maďarské a turecké. Nejdůležitější je ale staroslovanský vliv.
Ukrajinská kuchyně ovlivnila i národní kuchyně sousedních zemí, včetně polské a ruské kuchyně. Prvky ukrajinské kuchyně jsou známé také v severní Americe díky ukrajinským imigrantům do USA a Kanady. Ukrajinské tradice vaření jsou udržovány v mnoha restauracích na Ukrajině, Rusku a v současné době také v Evropě a Severní Americe.
Zvláštností ukrajinské kuchyně je využívání převážně domácích potravin, jako jsou brambory, maso, zvěřina, ovoce, houby, lesní plody a bylinky. Mezi nejznámější jídla patří boršč, soljanka a varenyky. Mezi nápoji je oblíbená vodka nebo kvas.

## Suroviny
Ukrajinská kuchyně je tradičně založena na místní produkci a na tom, co si lidé vypěstují na zahrádkách. Mezi oblíbené potraviny na Ukrajině patří zvěřina a ryby z místních lesů a řek. Specialitou je kaviár z lilků a cuket. Základními surovinami jsou brambory, obilí, červená řepa a zelí. Čerstvé ovoce, zelenina, houby a lesní plody doplňují jídelníček ve vegetačním období. V zimě se pak konzumují uzvary, nápoje odpovídající kompotům, kvašené okurky a další konzervované a fermentované zeleniny. Ve velké oblibě jsou slunečnicová semínka, která jsou k dostání po celý rok. Pak je to zmrzlina, kterou si dopřávají i v zimě.
Chléb je nepostradatelnou součástí ukrajinských jídel. Vyrábí se mnoho druhů chleba od tmavého, světlého chleba až po speciální chleby pro různé příležitosti. Nejtradičnější je tmavý chléb (čorni chleb) vyráběný z pohanky. Jako příloha k jídlu se často konzumuje kukuřičná kaše nazývaná mamalyha, která je podobná italské polentě. Oblíbené jsou i sýry, nejpoužívanějším je kravský a ovčí sýr brynza.
Kuchyně je silně ovlivněna bohatou tmavou půdou (černozemí), ze které pocházejí ingredience a často zahrnuje mnoho složek.

## Pokrmy

### Polévky

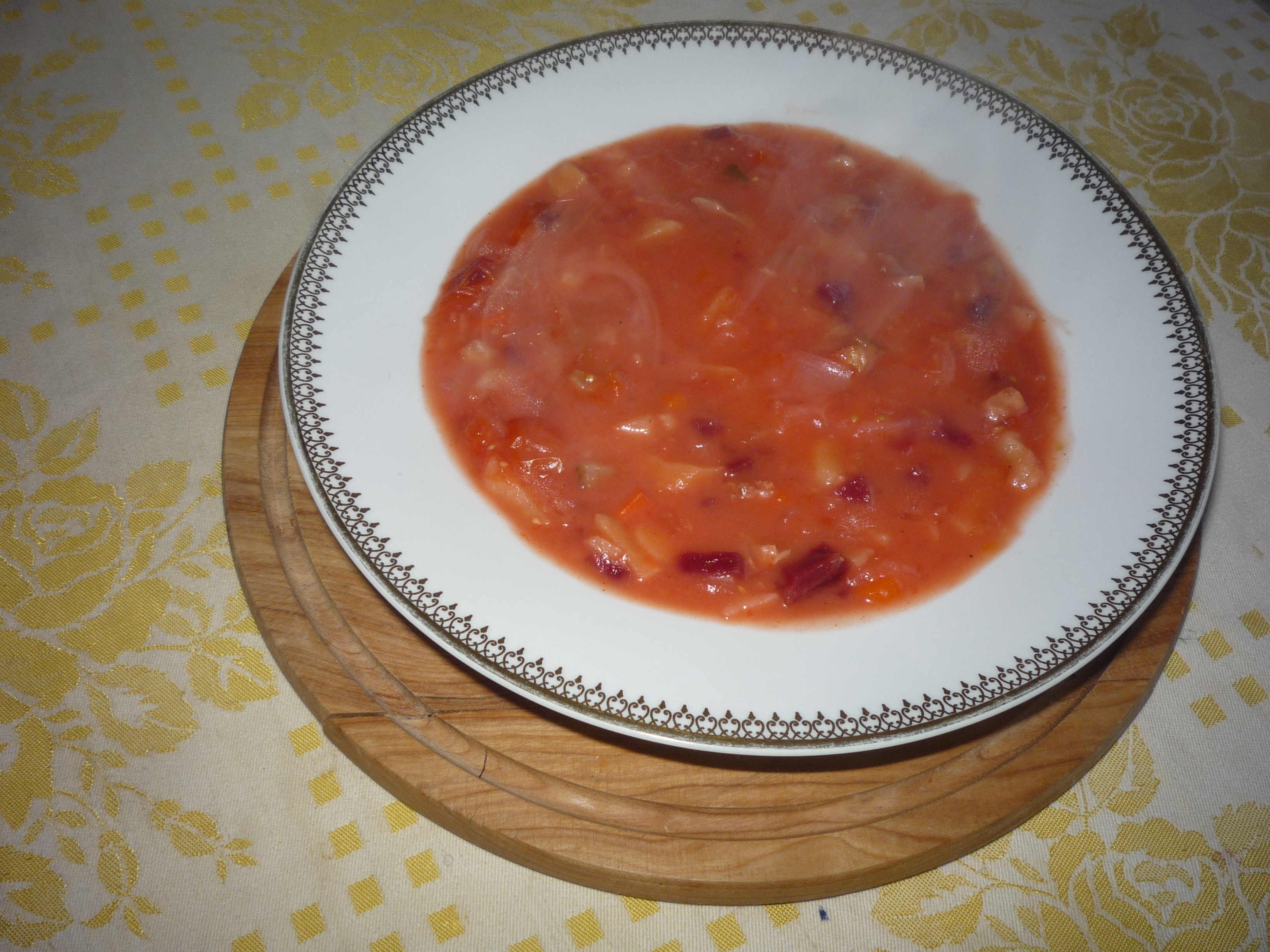
Boršč, polévka

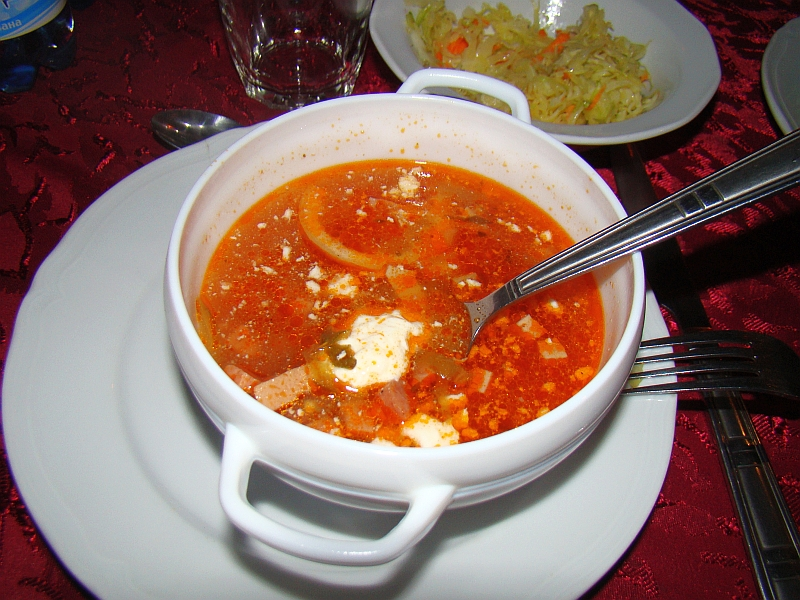
Soljanka, polévka

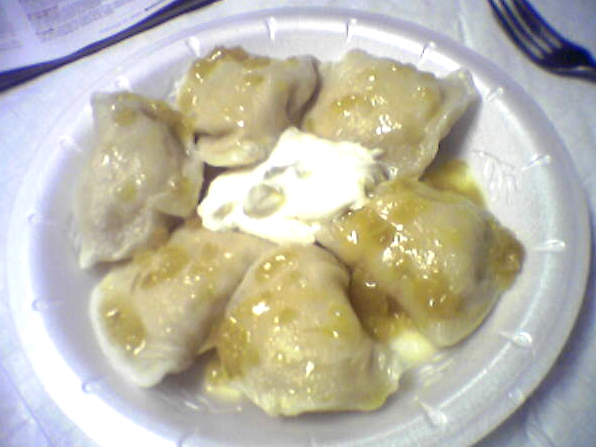
Varenyky, plněné taštičky se smetanou

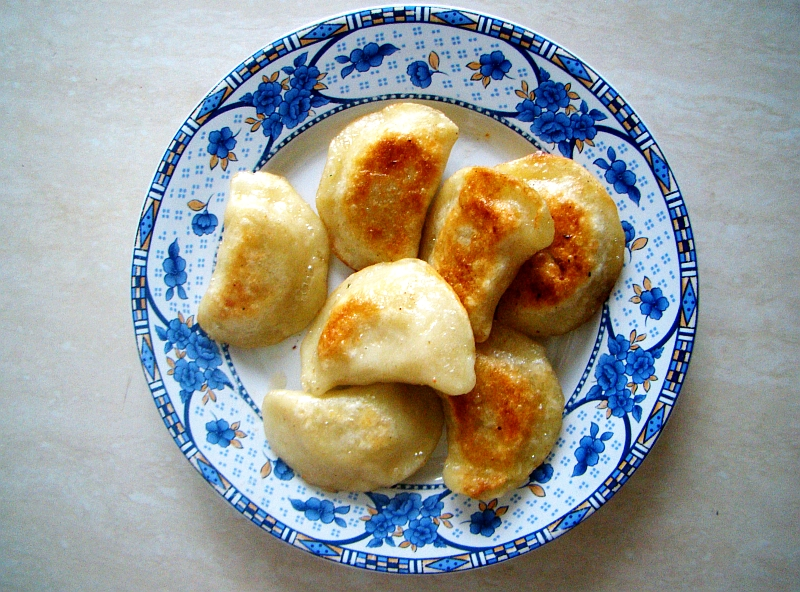
Pirohy, smažené bochánky s cibulkou

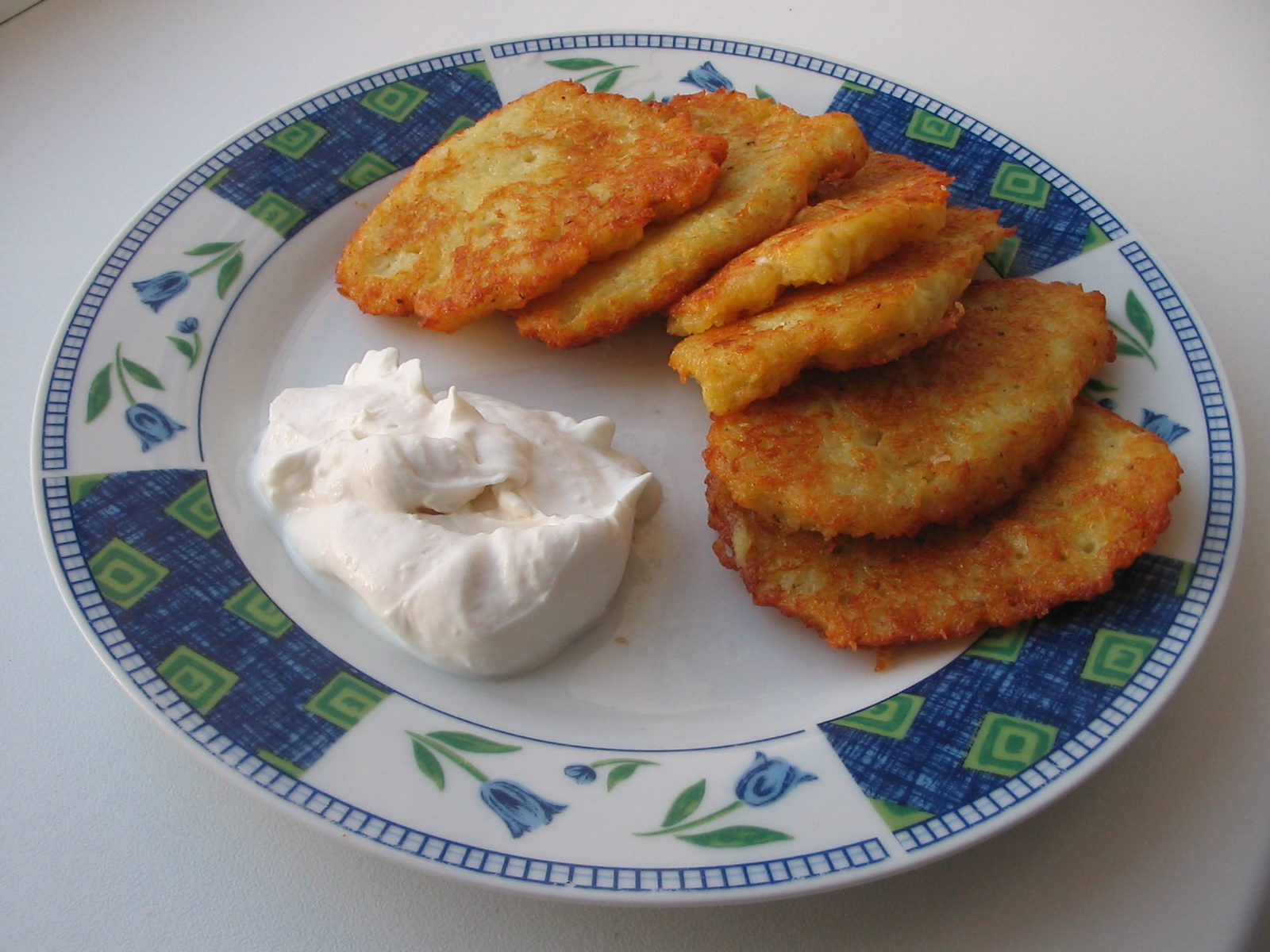
Děruny - bramboráky

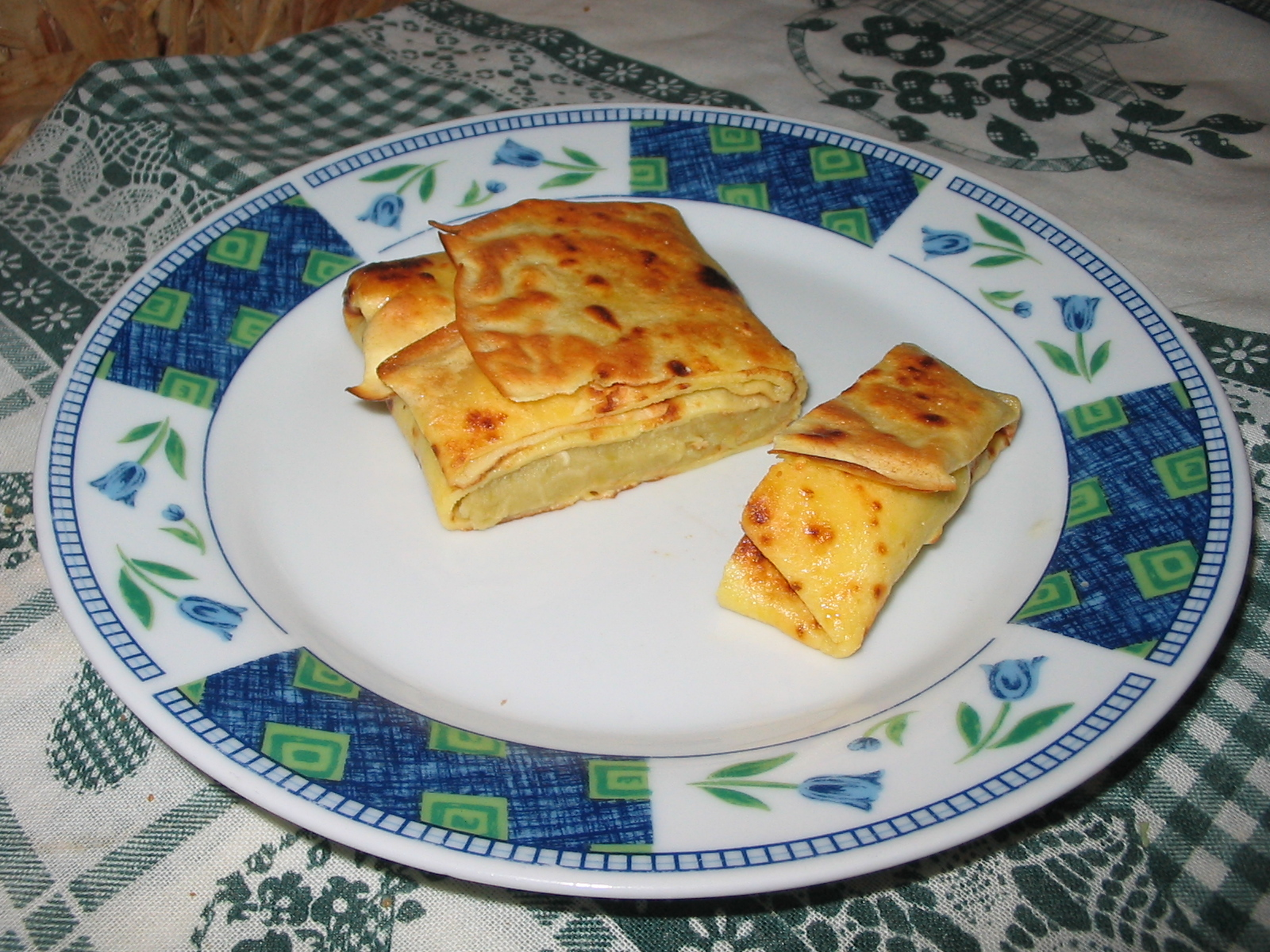
Mlynci, palačinky

- Boršč, národní jídlo, vývar z vepřového masa, dále se do něj přidává červená řepa, cibule, mrkev, rajčata, brambory, hlávkové zelí, kopr a smetana. K polévce se často podávají pampušky, v oleji smažené bochánky potřené česnekem.
- Juška, rybí polévka z nejrůznějších druhů ryb (sumec, štika). Dále obsahuje kořenovou zeleninu a koření.
- Rosolnyk, kyselá polévka z okurkového nálevu. Obsahuje také drůbeží droby, ledvinky, zeleninu, brambory nebo ječmen. Opět bývá politá smetanou.
- Kapustňak, zelňačka s vepřovým masem, vepřovým špekem (sala). Servíruje se se zakysanou smetanou.

### Hlavní jídla
- Varenyky, národní jídlo, plněné těstovinové taštičky ve tvaru čtverce nebo půlměsíce podobné italským raviolám. Taštičky jsou naplněné mletým masem, dušeným zelím, tvarohem nebo ovocem. Podávají se polité máslem s kysanou smetanou, sypané smaženou cibuli, sladké - sypané makem.
- Pyrižky, národní jídlo, smažené bochánky z kynutého těsta plněného masem, vejci, bramborami, zelím, houbami, tvarohem a dalšími náplněmi.
- Holubci, zelné listy plněné směsí kořeněného masa a rýže v rajčatové omáčce.
- Kručenyky, hovězí nebo vepřové závitky s nejrůznějšími náplněmi (švestkami, slaninou a špenátem, popřípadě houbami, cibulí, vejci, sýrem)
- Kotleta po kyjivśky, kyjevský kotlet, kuřecí prsíčka zjemněná máslovou nádivkou, obalená v trojobalu, smažená a podávaná většinou s bramborovou kaší.
- Sičenyky, placičky z mletého masa smíšeného s vejcem, cibulí, chlebovými drobky a mlékem smažené v oleji.
- Cholodec (aspik), telecí, hovězí nebo vepřová huspenina se zeleninou. Servíruje se s ostrým křenem, případně hořčicí, česnekem či smetanou.
- Deruny, bramboráky s kysanou smetanou.
- Mamalyha, kaša, národní jídlo, kaše z různých druhů obilí, obvykle však z pohanky nebo kukuřice. Ochucuje se škvarky a cibulí. Jí se k snídani nebo jako příloha k masu.
- Pampušky, pečené kynuté bochánky, podobné žemli. Potírají se česnekem a podávají se k boršči nebo jušce. Mohou se podávat i sladké.
- Mlynci, palačinky plněné masem, sýrem, kaviárem nebo houbami. Podávají se se zakysanou Vinegret, salátsmetanou. Připravují se i sladké.

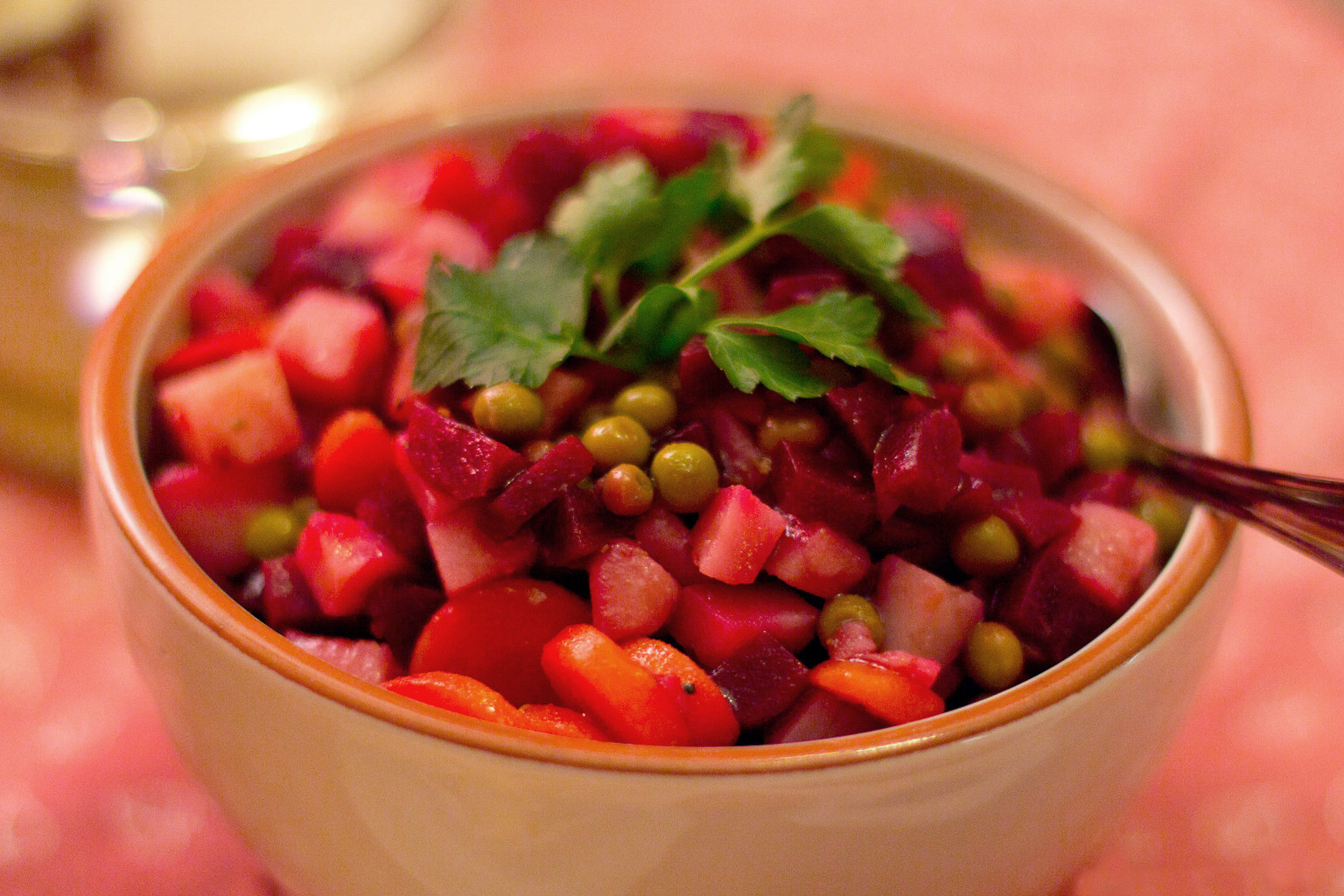
Vinegret, salát

- Salo, vepřový špek nebo sádlo. Konzumuje se s chlebem a rozetřeným česnekem. Salo se často konzumuje při pití vodky.

### Saláty
- Salát olivje (olivier), salát z vařených brambor, cibule, kysaných okurek, hrášku, vajec a kousků masa zalitý majonézou, připomínající český bramborový salát.
- Vinegret (viněgret), salát z červené řepy, brambor, mrkve, cibule a kysaného zelí nebo kysané okurky. Vše nakrájené na kostky, dochucené a zalité slunečnicovým olejem.

### Sladká jídla
- Bubliky, kroužky z kynutého pšeničného těsta, které se krátce vaří a poté pečou. Do těsta se často přidávají semínka máku nebo jiná ochucovadla. Bubliky se obvykle jedí k čaji nebo kávě, proto bývá těsto o málo sladší než je tomu u pečiva. V pekařstvích nebo na trzích se bubliky často zavěšují na šňůru po 12 kusech.
- Pampušky, smažené kynuté bochánky, podobné našim koblihám. Mohou být plněné ovocem, vareňjem nebo mákem. Jsou posypané cukrem.
- Mlynci, palačinky plněné tvarohem, marmeládou nebo ovocem. Podávají se se zakysanou smetanou.
- Syrnyky, tvarohové lívance, natřené džemem nebo varuje a polité smetanou.
- Vareňje, zavařenina s kousky ovoce. Dělá se z meruněk, třešní, černého rybízu, jablek, hrušek, kdoulí, jahod, malin, pomerančů nebo citrónů. Používá se na palačinky a další pečivo.

### Pečivo
- Paljanycja, ukrajinský typ chleba převážně z pšeničné mouky, pečený v domácí peci.

## Nápoje

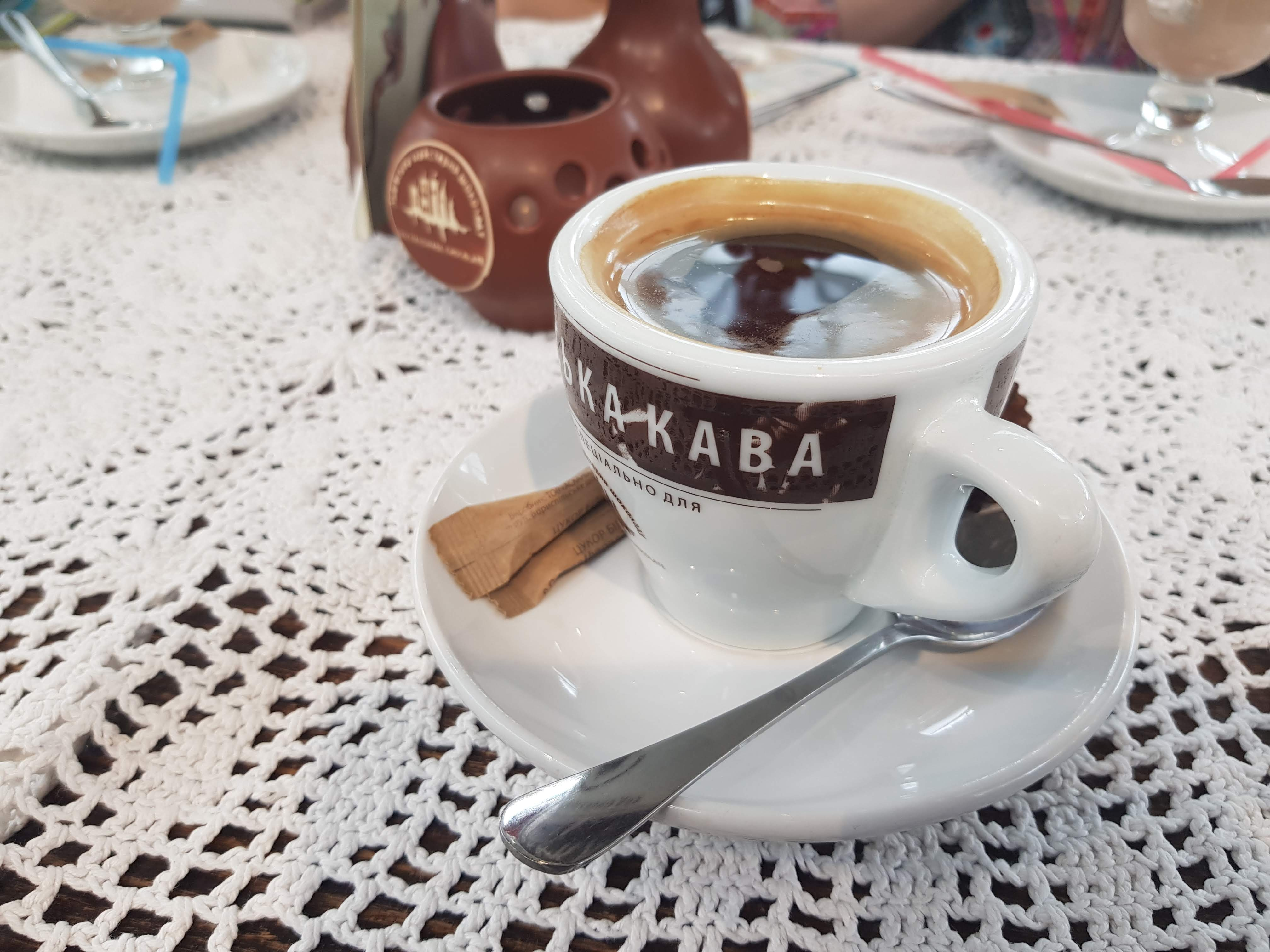
Lvovská káva

- Čaj, oblíbený nápoj, nejčastěji slazený černý čaj s citrónem. Často se také sladí vareňje nebo medem. Vaří se i nejrůznější bylinkové čaje.
- Rjažanka, kysaný mléčný nápoj. Podobný kefíru.
- Kvas, pěnivý sladkokyselý slabě alkoholický nápoj vyráběný z kvasnic, cukru a chleba. Může být ochucený  jahodami, malinami, třešněmi, rozinkami, citronem, zázvorem nebo mátou. Má vysoký obsah vitamínu B.
- Pivo, oblíbený nápoj, místní značky  Oboloň, Černihivske, Lvivske, Rogan, Slavutyč
- Víno, nejčastěji sladká dezertní vína podobná portskému nebo sherry.
- Horilka (vodka), národní nápoj, destiluje se z obilí, obvykle z pšenice či žita, někdy ale také z brambor, medu či cukrové řepy. Obsahuje 40 % alkoholu a nejznámější značkou je Nemiroff. Podomácku vyrobená se nazývá samohonka, která obsahuje až 80 % alkoholu.
- Medovucha, národní nápoj, fermentovaný nápoj z medu, vody a kvasnic s nízkým obsahem alkoholu.

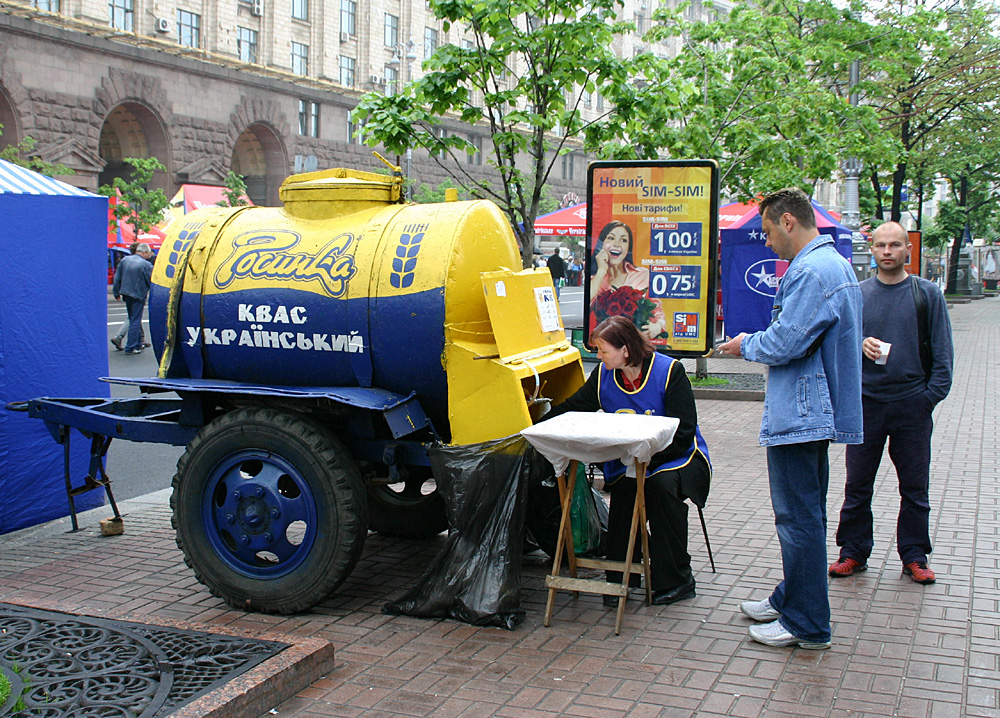
Prodej kvasu v Kyjevě
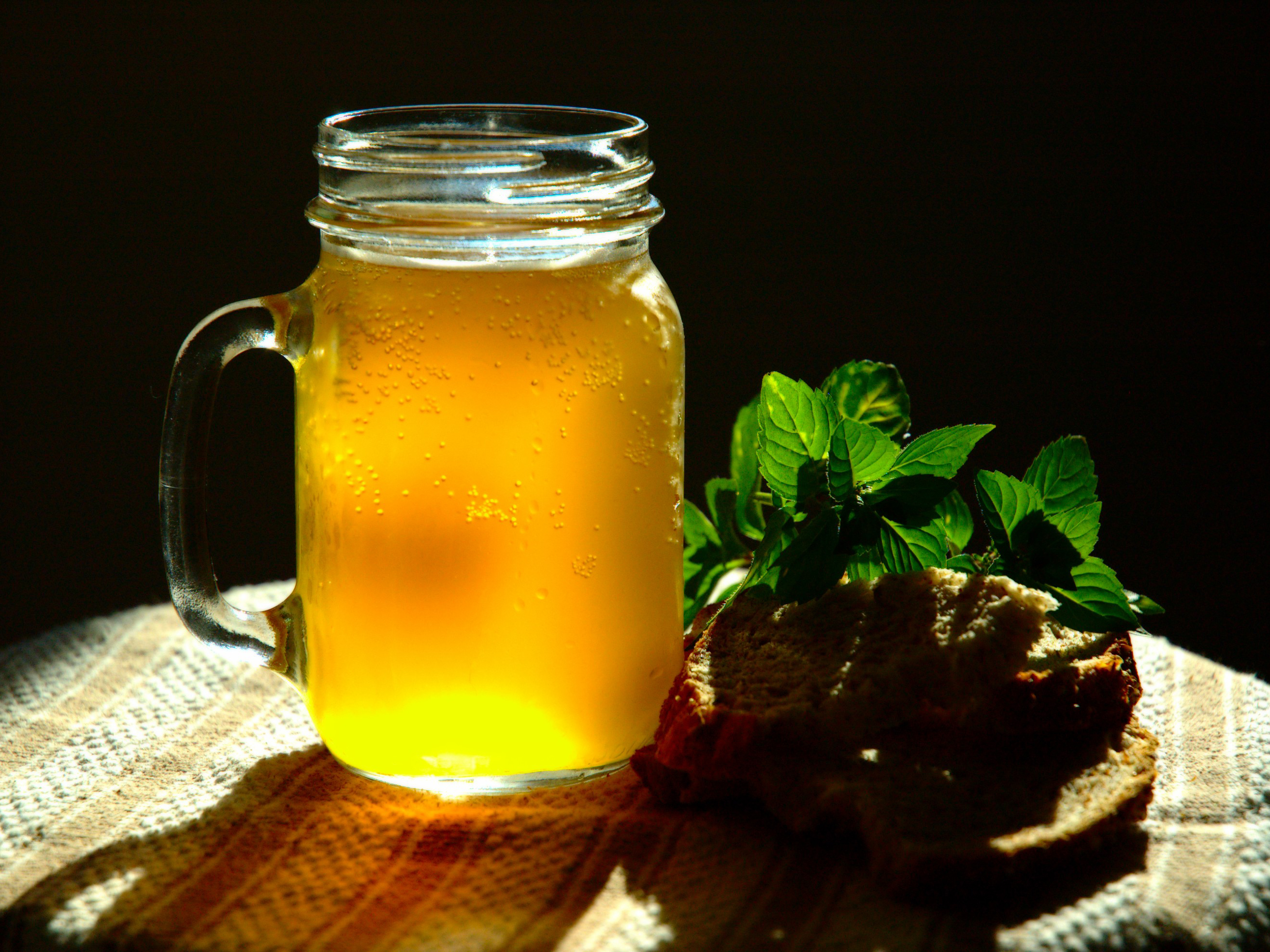
Kvas, národní nápoj
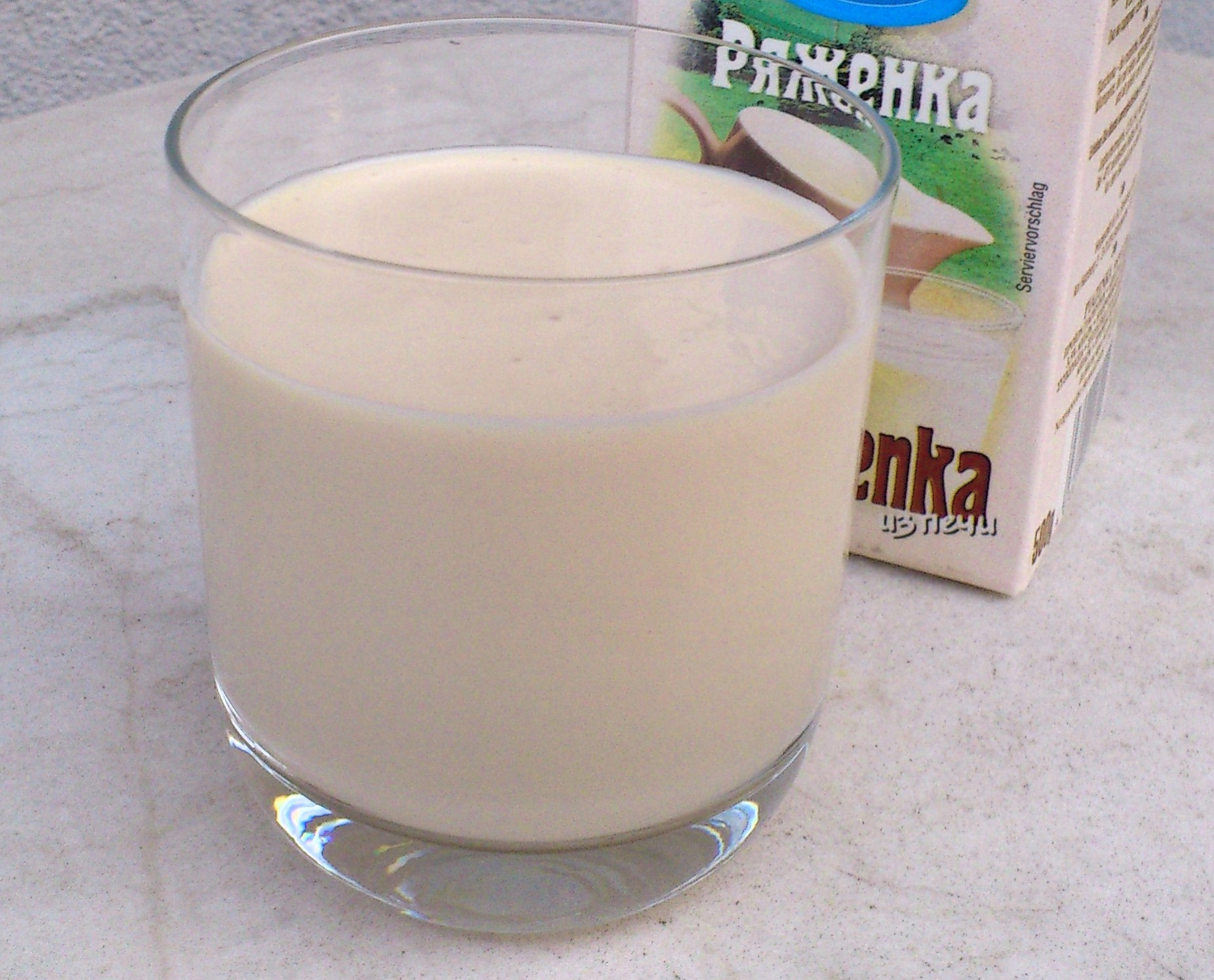
Rjažanka